# Sveti Juraj (otok)
Sveti Juraj je otoček pred mestom Perast v zalivu Boka Kotorska, Črna gora.
Nasproti Perasta ležita izredno lepa otočka: Sveti Juraj, v nekaterih virih tudi Sveti Đorđe in Gospa od Škrpjela.  Prvi naraven in drugi nastal z nasipavanjem.
Na Svetem Juraju ciprese skrivajo benediktinski samostan, ki je bil postavljen v 12. stoletju. Samostan je bil tekom stoletij večkrat porušen in izropan, ter 1914 obnovljen.